# Compta amb mi
|  | «Stand by Me» redirigeix aquí. Vegeu-ne altres significats a «Stand by Me (cançó)». |

Compta amb mi (títol original en anglès: Stand by Me) és una pel·lícula estatunidenca dirigida per Rob Reiner el 1986, adaptació de la novel·la The Body de Stephen King. Aquesta pel·lícula ha estat doblada al català.

## Argument
Estiu de 1959 a Oregon. Quatre nois de dotze anys (Gordie Lachance, Chris Chambers, Teddy Duchamp i Vern Tessio) van a buscar el cos d'un nen de la seva edat seguint les vies d'un tren, Ray Brower, amb l'esperança de sortir als diaris gràcies al seu descobriment (el cos es troba al bosc). Hi ha aventures, contes a la vora del foc, amistat ...
El camí que hauran de recórrer simbolitza el seu pas de la infantesa a l'adolescència. Al fil del trajecte, aprenen a conèixer-se millor, s'ajuden mútuament, i comparteixen els seus sofriments que són els de nens oprimits pels seus germans grans, ignorats pels seus pares i amb poques esperances en un entorn tancat.

## Repartiment
- Wil Wheaton: Gordie Lachance
- River Phoenix: Chris Chambers
- Corey Feldman: Teddy Duchamp
- Jerry O'Connell: Vern Tessio
- Kiefer Sutherland: Ace Merrill
- Casey Siemaszko: Billy Tessio
- Gary Riley: Charlie Hogan
- Bradley Gregg: Eyeball Chambers
- Jason Oliver: Vince Desjardins
- Marshall Bell: Mr. Lachance
- Frances Lee McCain: Mrs. Lachance
- Bruce Kirby: Mr. Quidacioluo
- William Bronder: Milo Pressman
- Scott Beach: Mayor Grundy
- Richard Dreyfuss: l'escribà
- John Cusack: Denny Lachance
- Ramón Payá Torreblanca: The Jam
- Antonio Merlos Micó: Muntanya del fons
- Juan Pastor Beneyto: El sopar del gos del chatarrer
- Juan Pedro Sarmiento García: El cadàver

## Nominacions
- Oscar al millor guió adaptat per Raynold Gideon i Bruce A. Evans
- Globus d'Or a la millor pel·lícula dramàtica
- Globus d'Or al millor director per Rob Reiner